# Pfunds Molkerei

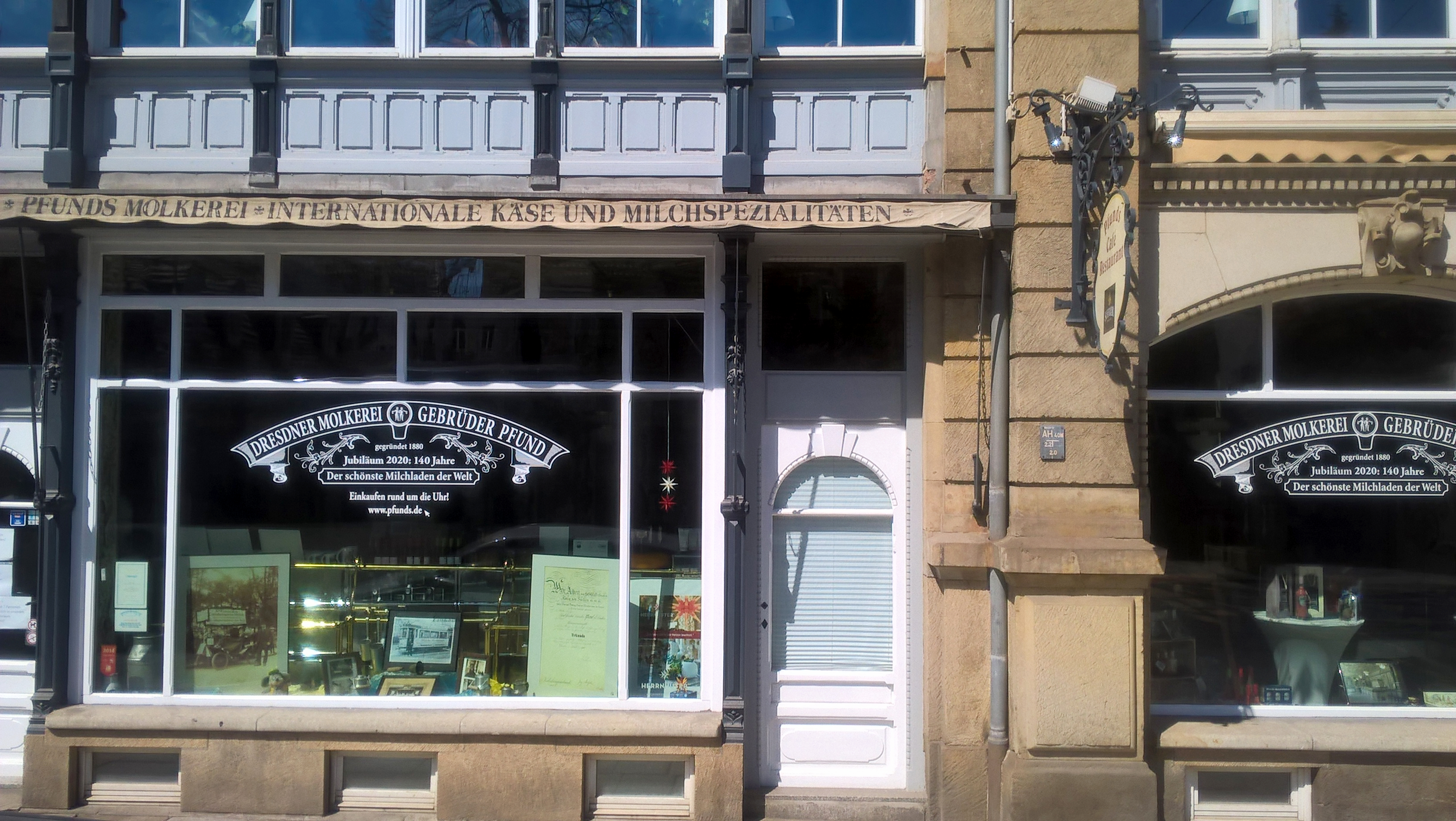
"Pfunds Molkerei Dresden" - Bautzner Straße - Sede commerciale aprile 2021

Pfunds Molkerei è una storica latteria di Dresda, ubicata nella Bautzner Straße al numero civico 79, ed è una delle attrazioni turistiche della città.

## Storia
Nel 1879 Paul Gustav Leander Pfund (1849-1923), un agricoltore di Reinholdshain, avverò la sua idea di fornire agli abitanti di Dresda del latte fresco ed igienico, aprendo una latteria nella Görlitzer Straße, che permetteva, dall'interno del negozio, di osservare le sei mucche dell'azienda mentre venivano munte. Nel 1880 anche suo fratello, l'attore Friedrich Pfund, si associò all'impresa, e da allora la latteria ricevette il nome di Dresdner Molkerei Gebrüder Pfund (Latteria di Dresda dei fratelli Pfund). La ditta s'ingrandì continuamente e la produzione di latte era tale che il proprietario cominciò - primo in Germania - a produrre latte condensato, che addirittura esportava, oltre ad altri prodotti come sapone al latte e alimenti per bambini. Ben presto il negozio originario diventò troppo piccolo e la latteria venne traslocata nella Bautzner Straße 41, dove venne più volte ampliata.
Un nuovo trasloco avvenne nel 1891, al numero 79 della medesima strada, dove è ancora oggi ubicata. Tutto il negozio è piastrellato con piastrelle in stile neorinascimentale, prodotte dalla Villeroy & Boch in collaborazione con artisti di Dresda. La latteria ebbe la fortuna di non essere stata distrutta dal terribile bombardamento del febbraio 1945 e nel dopoguerra ricominciò con la vendita di latte, latticini e formaggi. Nel 1972 venne statalizzata dalla Repubblica Democratica Tedesca, e nel 1978 chiuse le porte. Negli anni novanta venne riaperta nello spirito della vecchia tradizione. Oggi la latteria Pfund offre ai consumatori prevalentemente formaggi a base di latte crudo, oltre a copie delle ceramiche, vini e altri latticini.

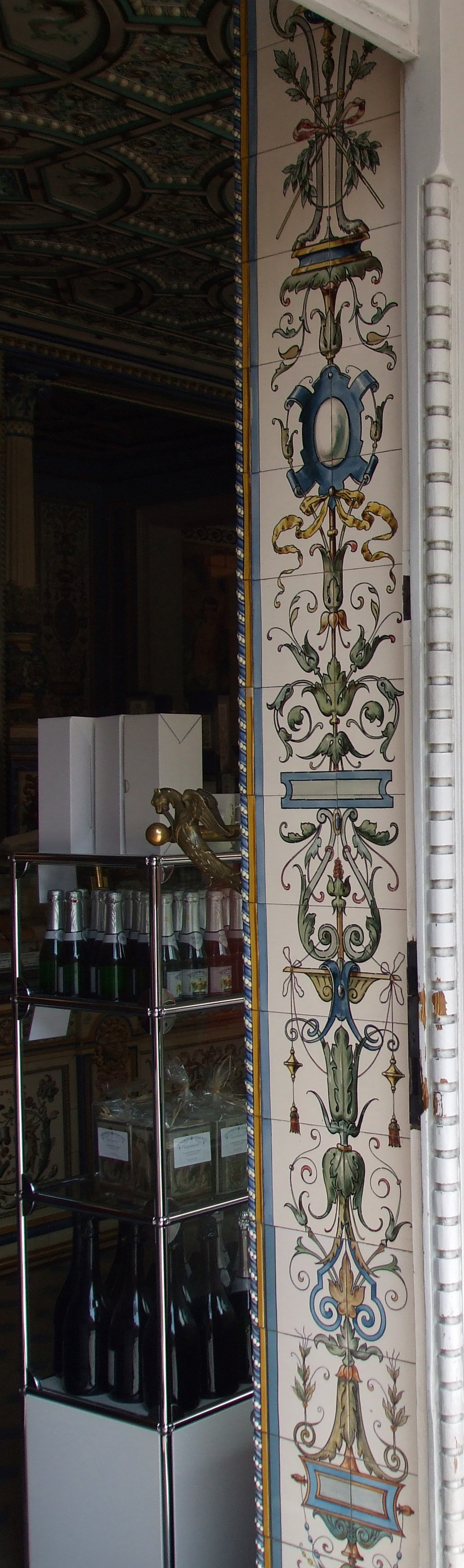
Piastrelle Villeroy & Boch all'interno della latteria Pfunds Molkerei